# Teófilo Rojas Varón
Teófilo Rojas Varón alias «Chispas», (Rovira, Tolima, 1930-Calarcá, Quindío, 22 de enero de 1963) fue un bandolero y asesino colombiano.
Es considerado uno de los criminales más grandes que recuerde la historia colombiana, se le atribuyen aproximadamente 592 asesinatos, de estos, 42 los cometió utilizando garrotes y trancas.

## Biografía
Se hizo guerrillero liberal a los 13 años, con solo seis meses de escuela por lo cual era analfabeto, cuando vio arder los ranchos de sus vecinos durante el conflicto entre liberales y conservadores en la época de la historia colombiana llamada "La Violencia", según relato que se atribuye:

"Mi nombre de pila es: Teófilo Rojas, y voy a contarles entonces la manera como tuve que vivir; siendo todavía muy muchacho y por allá desde el año 1949 y 50, cuando vivía al lado de mis padres, en una finca que llamábamos "La Esperanza", donde trabajábamos y vivíamos muy tranquilos, hasta cuando, me recuerdo como si fuera ahora, empezaron a llegar gentes uniformadas que en compañía de unos particulares, trataban muy mal a los que teníamos la desgracia de encontrarnos con ellos, pues a los que menos nos decían nos trataban de collarejo h.p. y otras palabrotas por demás ofensivas, cuando no era que nos pegaban o nos amenazaban, lo que nos mantenía llenos de miedo, que aumentó espontáneamente cuando dieron muerte a muchos y atropellaban a los niños y violaban a las mujeres, haciéndoles todo lo que se les antojaba..., y yo que entonces no tenía sino escasos trece años, a mí me daba mucho miedo y me dolía todo lo que hacían, me resolví a largarme de cerca de esas gentes tan malas, a ver si evitaba morir por fin en sus manos...".

Cuando el gobierno de Gustavo Rojas Pinilla  en 1953 amnistía a las guerrillas liberales y los partidos liberal y conservador pactan la paz estableciendo el Frente Nacional en 1958, "Chispas" desconfía y no se acoge a la tregua, continuando su accionar como bandolero adquiriendo gran notoriedad por sus actos atroces. Comandó un grupo de 65 forajidos y se le atribuyeron más de 592 asesinatos. 

## Muerte
Fue dado de baja por un comando del Ejército Nacional de Colombia el 22 de enero de 1963 en la vereda de "La Albania", en jurisdicción del municipio de Calarcá (Quindío), zona de sus sangrientas andanzas. Un decreto eclesiástico le impidió a Teófilo Rojas Varón descansar en tierra santa y así sus casi 1500 crímenes le valieron la excomunión y ser enterrado en el campo de los suicidas.